# موريس ديكسون
موريس ديكسون (بالإنجليزية: Morrie Dixon)‏ هو لاعب اتحاد الرغبي نيوزلندي، ولد في 6 فبراير 1929 في كرايستشرش في نيوزيلندا، وتوفي بنفس المكان في 29 يوليو 2004.

## وصلات خارجية
- موريس ديكسون عل موقع إسبنسكروم (الإنجليزية)